# Asesinato de Cheri Jo Bates
Cheri Josephine Bates (Omaha, Nebraska; 4 de febrero de 1948 - Riverside, California; 30 de octubre de 1966) fue una joven estadounidense de 18 años que fue apuñalada hasta la muerte en los terrenos del Riverside City College, de dicha ciudad de California. La policía determinó que el agresor había desactivado el cable de la bobina de encendido y el distribuidor del Volkswagen Escarabajo de Bates como método para sacarla de su coche mientras estudiaba en la biblioteca de la universidad. El asesinato en sí sigue siendo uno de los casos sin resolver más tristemente célebres de Riverside, y ha sido descrito por algunos lugareños como un asesinato que "despojó a Riverside de su inocencia". Fue publicitado tanto por su naturaleza gráficamente violenta como por el hecho de que algunos investigadores consideran que fue la primera víctima del asesino del Zodiaco, aunque esta teoría nunca se ha confirmado definitivamente.

## Biografía
Cheri Josephine Bates nació en Omaha (Nebraska), el 4 de febrero de 1948. Era la menor de los dos hijos de Joseph e Irene (de soltera Karolevitz) Bates. La familia se trasladó a California en 1957, donde su padre encontró trabajo como maquinista en el Laboratorio de Artillería Naval de Corona. Bates se graduó en el instituto de Ramona, donde fue animadora, participó activamente en el gobierno estudiantil y estudió con matrícula de honor. Descrita como una "chica dulce y extrovertida" por sus conocidos, aspiraba a convertirse en azafata de vuelo.
Tras graduarse en el instituto, se matriculó en el Riverside City College (RCC) y encontró un empleo a tiempo parcial en el Riverside National Bank. Sus ahorros, más los salarios de este empleo a tiempo parcial, le ayudaron a comprar un Volkswagen Escarabajo verde lima de 1960, un vehículo del que se sentía orgullosa. Bates vivía con su padre después del divorcio de sus progenitores. Ambos residían todavía en Riverside, mientras su hermano mayor, Michael Bates, estaba fuera del hogar sirviendo en la Armada de los Estados Unidos.

## Asesinato
La mañana del 30 de octubre de 1966, Bates y su padre asistieron a la misa dominical en la iglesia católica de Santa Catalina de Alejandría antes de desayunar en un restaurante local. A primera hora de la tarde, Bates decidió visitar la biblioteca de la universidad para estudiar y trabajar en un trabajo de investigación. Se sabe que telefoneó dos veces a una amiga íntima llamada Stephanie Guttman (a las 15:00 y a las 15:45, respectivamente), preguntándole si quería acompañarla a la biblioteca para estudiar y recoger libros, aunque en la segunda llamada su amiga se negó. Se cree que Bates salió de su casa para ir a la biblioteca entre las 16:30 y las 17 horas, pues dejó un mensaje a su padre en el que le decía "fui a la Biblioteca RCC".
Poco antes de salir de casa, Bates telefoneó a una compañera de trabajo del Riverside National Bank para preguntarle si había visto una bibliografía de un trabajo trimestral que ella (Bates) había extraviado. Cuando su compañera le contestó que no, Bates replicó: "Ahora tendré que empezar de nuevo con mis tarjetas de notas". Un informe posterior de un testigo presencial entregado a los investigadores de Riverside indicaba que Bates conducía su vehículo en dirección al RCC aproximadamente a las 18:10. Este testigo presencial también afirmó que su vehículo era seguido de cerca por un Oldsmobile modelo 1965 o 1966 de color bronce.
Según muchos testigos presenciales, Bates estudió en la biblioteca hasta la hora habitual de cierre, las 21:00 horas. En una declaración posterior obtenida de una estudiante del RCC se afirmaba que un joven cuya edad ella estimaba en 19 o 20 años, y de aproximadamente 1,80 metros de altura, había estado merodeando entre las sombras al otro lado de la calle del vehículo de Bates y había estado mirando fijamente en dirección a su coche aproximadamente a la misma hora en que cerró la biblioteca. Aunque este testigo no conocía al individuo que merodeaba entre las sombras a un lado de la calle, al cruzarse con él ambos habían intercambiado breves palabras de cortesía.
El padre de Bates esperó toda la noche a que su única hija regresara a casa antes de presentar una denuncia por desaparición ante el Departamento de Policía de Riverside (RPD) a las 5:43 de la mañana. Presentó esta denuncia después de telefonear a Guttman a primera hora de la mañana, sólo para que le informaran de que su hija no se encontraba en su residencia y que la tarde anterior había tenido la intención de estudiar en la biblioteca del RCC, sin haber planeado pasar la noche fuera de casa. Aproximadamente a las 6:28 horas de la mañana del 31 de octubre, un jardinero llamado Cleophus Martin descubrió el cuerpo de Bates en los terrenos del RCC.

## Investigación
Bates fue encontrada bocabajo en un camino de grava entre dos casas deshabitadas de Terracina Drive, cerca del aparcamiento de la biblioteca donde había aparcado su escarabajo la noche anterior. Seguía vestida con una blusa de manga larga estampada de color amarillo pálido y unos pantalones capri rojos desteñidos. Junto a ella estaba su bolso de paja tejida, que contenía su documento de identidad y 56 céntimos. Su ropa estaba intacta, pero empapada en sangre. Había sido apuñalada repetidamente en el pecho y el hombro izquierdo, y presentaba varias cuchilladas profundas en la cara y el cuello.
A tres metros del cuerpo, los investigadores descubrieron un reloj de pulsera barato de la marca Timex, salpicado de pintura y con una circunferencia de siete pulgadas, junto con una huella de un zapato fabricado por los presos de Leavenworth que se vendía únicamente en establecimientos militares. El número del zapato era de entre ocho y diez pulgadas. Tanto el examen de la escena del crimen como la posterior autopsia de Bates revelaron abundantes pruebas de una feroz lucha física entre Bates y su asesino; evidentemente, ella arañó los brazos, la cara y la cabeza de su agresor y le arrancó el reloj de pulsera.
El escarabajo de Bates estaba aparcado a sólo 75 metros al este del lugar donde se descubrió su cuerpo. El cableado de encendido del vehículo había sido arrancado deliberadamente, pero la llave de contacto estaba en su sitio y tanto la ventanilla del conductor como la del pasajero estaban parcialmente bajadas. En el asiento delantero había tres libros de la biblioteca sobre el gobierno de Estados Unidos, y en el vehículo se encontraron huellas dactilares y palmares manchadas de grasa. Los investigadores determinaron que estas huellas no pertenecían a Bates ni a ninguno de sus amigos o familiares, y creen que podrían pertenecer a su asesino.

### Autopsia
La autopsia reveló que Bates había recibido repetidas patadas en la cabeza, además de dos puñaladas en el pecho, causadas por un cuchillo de una pulgada y media de ancho y tres pulgadas y media de largo. La mejilla izquierda, el labio superior, las manos y los brazos también habían sido cortados, con tres cuchilladas en la garganta que le habían seccionado la vena yugular y la laringe y casi la habían decapitado. Bates evidentemente se había tumbado en el suelo cuando recibió las cuchilladas en el omóplato izquierdo y el cuello. También se recuperaron numerosos fragmentos de piel y pelo castaño. de debajo de las uñas de su mano derecha; estas pruebas se recogieron evidentemente debajo de sus uñas mientras arañaba a su agresor en un esfuerzo desesperado por defenderse. El suelo que rodeaba su cuerpo se describió en el informe oficial de la autopsia como "con el aspecto de un campo recién arado". El 4 de noviembre de 1966, Bates fue enterrada en el Crestlawn Memorial Park de Riverside. Sus padres, su hermano mayor y varios cientos de dolientes estuvieron presentes en el funeral.

### Escenario del crimen
24 horas después del asesinato de Bates, los investigadores habían entrevistado a 75 personas, entre ellas numerosos estudiantes del RCC, y habían empezado a entrevistar a personal militar destinado en la cercana Base de March de la Reserva Aérea. El 6 de noviembre, se había localizado y eliminado de la investigación a todas las personas que se sabía que habían estado en el campus del RCC, excepto a dos. Los investigadores también recibieron el testimonio de dos personas distintas que habían oído breves gritos femeninos procedentes de Terracina Drive la noche del asesinato. A partir de estos testimonios, más las conclusiones del forense, los investigadores determinaron que lo más probable era que Bates hubiera sido asesinada aproximadamente a las 22:15 horas.
Las investigaciones sobre sus antecedentes no pudieron deducir ningún motivo obvio para el asesinato, y no revelaron nada que pudiera clasificarla como un objetivo obvio o típico para cualquier forma de venganza o violencia no sexual aleatoria. Los investigadores teorizaron que el asesino de Bates probablemente había inutilizado su vehículo antes de esperar a que volviera de estudiar en la biblioteca de la universidad la noche de su asesinato; también creen que el autor probablemente sorprendió a Bates después de que intentara arrancar su coche en repetidas ocasiones, antes de ofrecerle ayuda como artimaña inicial para sacarla de su vehículo antes de proceder a atacarla en un tramo poco iluminado de Terracina Drive, parcialmente protegido de la vista de posibles testigos por arbustos domésticos. En el momento del descubrimiento, las dos ventanillas del escarabajo de Bates estaban bajadas y las llaves del vehículo aún estaban en el contacto, lo que significa que probablemente había sido forzada a salir de su vehículo y llegar al lugar del asesinato mientras permanecía a un lado o sentada dentro de su vehículo.
Por iniciativa del sargento David Bonine, detective de la policía de RPD, nueve días después de su funeral se llevó a cabo una recreación escenificada de las últimas horas de estudio de Bates en la biblioteca del RCC, con la esperanza de obtener testigos oculares de vital importancia. En esta recreación estuvieron presentes 62 estudiantes, dos bibliotecarios y un conserje que habían estado realmente en la biblioteca la tarde del 30 de octubre, todos ellos sentados o de pie donde habían estado realmente la tarde en cuestión. A todos los participantes que poseían un vehículo se les pidió que aparcaran su coche exactamente en el mismo lugar en el que había estado la tarde del asesinato, y todos los participantes llevaban la misma ropa que llevaban la tarde en cuestión. Esta iniciativa aportó numerosos testigos presenciales, aunque no se obtuvieron pistas fructíferas. No obstante, varias personas declararon haber visto un Studebaker gris canela en las inmediaciones del campus del RCC la noche del 30 de octubre. A pesar de los llamamientos de los investigadores y de la prensa local, nunca se localizó al propietario del vehículo.

## Aparición de cartas
Un mes después del asesinato de Bates, llegaron a la sede de la RPD y a la redacción del Riverside Press-Enterprise dos cartas mecanografiadas idénticas. El autor de dichas misivas describía un escenario probable sobre cómo Bates había sido atraída desde su vehículo y posteriormente asesinada. Describió detalladamente cómo había inutilizado primero el coche de Bates antes de presuntamente verla intentar repetidamente encenderlo hasta que la batería del vehículo se quedó sin carga. A continuación, le había ofrecido ayuda, alegando que su propio vehículo estaba más adelante en la calle, con lo que la había alejado de su vehículo. Según el autor de esta carta, después de que ambos se alejaran un poco del coche de ella, él le había dicho: "Ya era hora". Bates respondió: "¿Ya era hora de qué?", a lo que él se limitó a responder: "Ya era hora de que murieras". Según la autora, a continuación le tapó la boca con la mano y le puso un cuchillo en el cuello antes de obligarla a caminar hasta un callejón poco iluminado, donde golpeó y pateó a Bates en el forcejeo inicial antes de apuñalarla y acuchillarla hasta matarla.
El autor de estas cartas afirmó haber conocido a su víctima, proclamando: "Sólo tenía una cosa en mente: Hacerla pagar por los desprecios que me había hecho durante los años anteriores". Debido a que la carta incluía detalles del asesinato que no se habían dado a conocer a la prensa, incluido el hecho de que la bobina de encendido y el cable central del distribuidor del vehículo de Bates habían sido inutilizados, los investigadores creyeron inicialmente que el autor de la carta podría haber sido el verdadero asesino.
El 30 de abril de 1967, The Press-Enterprise publicó una nueva actualización sobre el asesinato de Bates. Al día siguiente, tanto la RPD como el padre de Bates recibieron cartas manuscritas de un individuo desconocido, que había garabateado el mensaje "Bates tenía que morir. Habrá más" en una sola hoja de papel. La policía también consideró que esta carta era una broma de mal gusto, aunque en la parte inferior de cada carta había un número o una letra indescifrable que era un "2" o una "Z".

## Conexión conZodiac

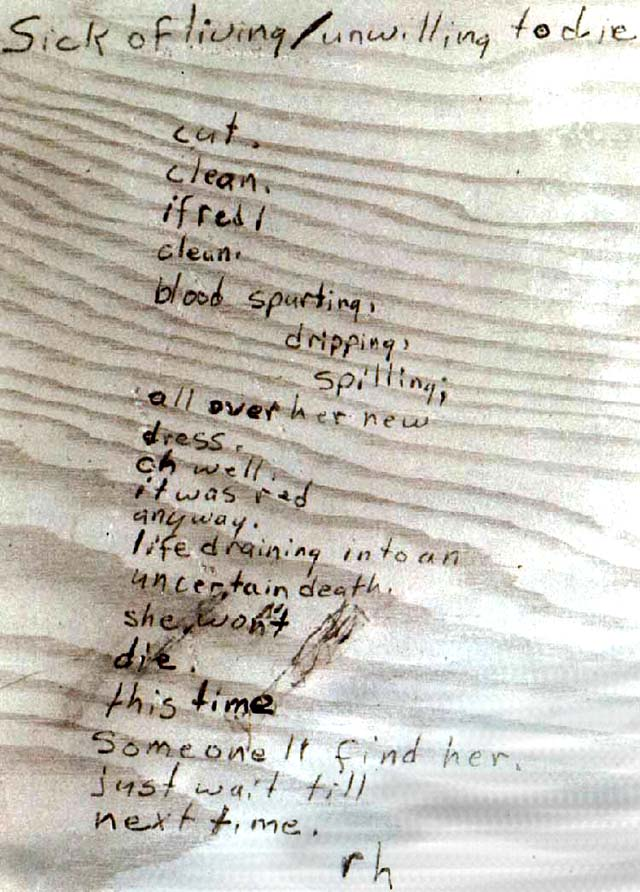
La inscripción sobre el escritorio de la biblioteca del Riverside City College, descubierta en 1967. La caligrafía guarda similitud en rasgos con las cartas enviadas por Zodiac a los periódicos en los años 1960 y 1970.

Se planteó la hipótesis de que Bates pudo ser una de las primeras víctimas del llamado asesino del Zodiaco, que cogió relevancia al actuar en el estado de California desde finales de los años sesenta hasta principios de los setenta. Dicho individuo no identificado pudo ser originario de Riverside, y trasladarse posteriormente a la bahía de San Francisco. Uno de los posibles indicios en apoyo de esta teoría fue el descubrimiento de un conjunto de iniciales minúsculas (r h) inscritas debajo de un macabro poema grabado en un escritorio del RCC. Este poema fue descubierto por un vigilante seis meses después del asesinato de Bates y contenía referencias gráficas a repetidas agresiones a mujeres jóvenes con un arma blanca. El escritorio en cuestión se encontraba en el almacén de la universidad en el momento en que se descubrió el poema, aunque el conserje informó a la policía de que el escritorio había estado en el suelo de la biblioteca en el momento del asesinato de Bates. La policía fotografió la inscripción y añadió esta prueba circunstancial al expediente del caso.
Además, el hecho de que el autor enviara posteriormente correspondencia a la policía y a la prensa, con detalles del asesinato que no se hicieron públicos, recuerda al asesino del Zodiaco. Por otra parte, la RPD también ha observado similitudes entre el asesinato de Bates y el modus operandi general de un ataque mortal a una joven pareja cometido en el lago Berryessa en septiembre de 1969, ataque que se atribuyó de forma concluyente a dicho asesino.
Paul Avery, periodista del San Francisco Chronicle, siguió los asesinatos desde la fecha de los primeros asesinatos concretos del autor. En noviembre de 1970, Avery recibió una carta de una fuente anónima en la que se le informaba de las similitudes entre los asesinatos cometidos por el asesino del Zodiaco y el de Bates cuatro años antes. En la carta se instaba a Avery a investigar las similitudes con mayor detalle. Aunque la RPD seguía sin estar convencida de sus conclusiones, tanto Avery como un grafólogo llamado Sherwood Morrill declararon el 16 de noviembre que la letra rayada en el escritorio del RCC y las cartas enviadas a The Press-Enterprise y al padre de Bates en 1967 habían sido escritas "sin lugar a dudas" por el mismo individuo que más tarde había escrito las cartas del Zodíaco. Para esa fecha, el asesino en serie afirmaba haber matado a catorce víctimas, aunque sólo cinco asesinatos y dos intentos de asesinato cometidos entre diciembre de 1968 y octubre de 1969 le fueron atribuidos de forma concluyente.
En una carta fechada el 13 de marzo de 1971, el Asesino del Zodíaco afirmaba a Los Angeles Times que él era el responsable del asesinato de Bates, declarando: "Tengo que reconocer [a la policía] el mérito de haber tropezado con mi actividad en Riverside, pero sólo están encontrando a los fáciles. Hay muchísimos más ahí abajo".

### Teorías alternativas
El ex investigador de la policía de Los Ángeles Steve Hodel, en su libro Most Evil, llegó a afirmar que su padre, George Hodel, fue el responsable del asesinato de Bates. Estas declaraciones fueron vistas imposibles, con escasa credibilidad, entre otras cosas porque Hodel también afirmó que su progenitor fue, entre otros, el asesino del Zodiaco, el del Lápiz Labial (o pintalabios), que resultó ser William Heirens, y el autor del asesinato de la Dalia Negra en 1947.

### Desarrollo siguiente
En agosto de 2021, la unidad de casos sin resolver de la RPD publicó una actualización relativa a la correspondencia manuscrita, en la que se afirmaba que el autor de las cartas en las que se reivindicaba la autoría del asesinato de Bates había sido identificado mediante análisis de ADN en 2020 y había admitido haber escrito la correspondencia. Según la actualización, se había puesto en contacto inicialmente, y de forma anónima, con los investigadores en 2016, explicando que la correspondencia había sido un engaño de mal gusto. Este individuo expresó remordimiento y se disculpó por el engaño, diciendo que había sido un adolescente con problemas en ese momento y que había escrito y enviado las cartas como un medio para buscar atención.
En octubre de 2021, un grupo de policías retirados, agentes de inteligencia y periodistas afirmaron haber resuelto el asesinato de Bates, que, según ellos, estaba relacionado con los asesinatos del Zodiaco y que el autor de ambos casos era un hombre llamado Gary Francis Poste. Entre las pruebas en las que se basaban sus afirmaciones figuraban el hecho de que Poste era pintor de profesión, lo que explicaría las salpicaduras de pintura en el reloj Timex hallado en el lugar del crimen; que Poste estaba recibiendo tratamiento médico en la base aérea de March por una herida de bala "accidental" aproximadamente en el momento de la muerte de la joven; que este lugar se encontraba a quince minutos del lugar del asesinato; y que Poste tenía el pelo castaño, que podría coincidir con el hallado bajo las uñas de Bates.
Esta teoría fue recibida con escepticismo por la RPD. Según el periódico en línea TMZ, el grupo afirmó que la RPD había rechazado sus peticiones de someter muestras del pelo encontrado bajo las uñas de Bates a pruebas de ADN; sin embargo, la RPD ha negado que se haya recibido tal petición. La RPD mantuvo que no había pruebas que vincularan el asesinato de Bates con los posteriores asesinatos del Zodíaco y que creían firmemente que su asesino era nativo del condado de Riverside.

## Hechos posteriores
Oficialmente, el asesinato de Bates sigue siendo un caso sin resolver, y la teoría de que fue víctima del Asesino del Zodiaco (que ha sido fuertemente rebatida por la RPD) nunca ha sido probada. A pesar de que varios sospechosos han sido investigados y eliminados de la investigación desde 1966, el último investigador encargado del caso, detective Jim Simons, declaró tener a un individuo como "sujeto de interés" en la investigación, aunque debido a que las pruebas realizadas sobre el ADN mitocondrial del cabello y las muestras de sangre encontradas en la escena del crimen no coincidieron con las de este sospechoso, no existen pruebas físicas suficientes para vincular a este individuo con el crimen. Los investigadores que realizaron perfiles de ADN fueron, sin embargo, capaces de determinar que su asesino era un hombre caucásico.
Tras el asesinato, la familia de Bates creó una beca conmemorativa en RCC. Esta beca, titulada The Cheri Jo Bates Memorial Endowed Scholarship, se concede a un estudiante activo en varios proyectos e iniciativas escolares, que demuestre necesidades financieras, realice trabajos voluntarios y se especialice en música con al menos una nota media de notable.